# Libanesischer Elite Cup 2018
Der Libanesische Elite Cup 2018 ist die 21. Austragung des Fußballturniers. Die vier besten Mannschaften aus der libanesischen Premier League und die beiden Pokalfinalisten nahmen teil. Titelverteidiger war der Nejmeh Club. Dieser hat sich mit einem 1:0-Sieg im Finale gegen al-Akhaa al-Ahli Aley zum elften Mal den Titel gesichert.

## Qualifizierte Mannschaften
| Verein                | Platzierung der Saison 2017/18 |
| --------------------- | ------------------------------ |
| al Ahed               | Erster & Pokalsieger           |
| Nejmeh Club           | Zweiter & Pokalfinalist        |
| Safa SC Beirut        | Dritter                        |
| al-Ansar              | Vierter                        |
| al-Akhaa al-Ahli Aley | Fünfter                        |
| Salam Zgharta         | Sechster                       |

## Gruppenphase

### Gruppe A
| Pl. | Verein                | Sp. | S | U | N | Tore    | Diff. | Punkte |
| --- | --------------------- | --- | - | - | - | ------- | ----- | ------ |
| 1.  | al-Akhaa al-Ahli Aley | 2   | 1 | 1 | 0 | 003:200 | +1    | 04     |
| 2.  | al Ahed               | 2   | 1 | 0 | 1 | 005:300 | +2    | 03     |
| 3.  | al-Ansar              | 2   | 0 | 1 | 1 | 002:500 | −3    | 01     |

|                                                                                              |   |                       |           |
| Samstag, 28. Juli 2018 um 17:00 Uhr (16:00 Uhr MESZ) im Amin Abdelnour Stadium (Bhamdoun)    |   |                       |           |
| al Ahed                                                                                      | – | al-Akhaa al-Ahli Aley | 1:2 (1:1) |
| Mittwoch, 1. August 2018 um 17:00 Uhr (16:00 Uhr MESZ) im Amin Abdelnour Stadium (Bhamdoun)  |   |                       |           |
| al Ahed                                                                                      | – | al-Ansar              | 4:1 (2:1) |
| Sonntag, 5. August 2018 um 17:00 Uhr (16:00 Uhr MESZ) im Tripoli Municipal Stadium (Tripoli) |   |                       |           |
| al-Akhaa al-Ahli Aley                                                                        | – | al-Ansar              | 1:1 (1:1) |

### Gruppe B
| Pl. | Verein         | Sp. | S | U | N | Tore    | Diff. | Punkte |
| --- | -------------- | --- | - | - | - | ------- | ----- | ------ |
| 1.  | Nejmeh Club    | 2   | 2 | 0 | 0 | 007:100 | +6    | 06     |
| 2.  | Salam Zgharta  | 2   | 0 | 1 | 1 | 000:300 | −3    | 01     |
| 3.  | Safa SC Beirut | 2   | 0 | 1 | 1 | 001:400 | −3    | 01     |

|                                                                                               |   |                |           |
| Samstag, 28. Juli 2018 um 17:00 Uhr (16:00 Uhr MESZ) im Tripoli Municipal Stadium (Tripoli)   |   |                |           |
| Nejmeh Club                                                                                   | – | Salam Zgharta  | 3:0 (0:0) |
| Mittwoch, 1. August 2018 um 17:00 Uhr (16:00 Uhr MESZ) im Tripoli Municipal Stadium (Tripoli) |   |                |           |
| Nejmeh Club                                                                                   | – | Safa SC Beirut | 4:1 (1:1) |
| Sonntag, 5. August 2018 um 17:00 Uhr (16:00 Uhr MESZ) im Amin Abdelnour Stadium (Bhamdoun)    |   |                |           |
| Safa SC Beirut                                                                                | – | Salam Zgharta  | 0:0       |

## Finalrunde
|  | Halbfinale | Halbfinale            | Halbfinale |  |  | Finale | Finale                | Finale |
|  |            |                       |            |  |  |        |                       |        |
|  |            |                       |            |  |  |        |                       |        |
|  | A1         | al-Akhaa al-Ahli Aley | 3          |  |  |        |                       |        |
|  | B2         | Salam Zgharta         | 1          |  |  |        |                       |        |
|  |            |                       |            |  |  | A1     | al-Akhaa al-Ahli Aley | 0      |
|  |            |                       |            |  |  | B1     | Nejmeh Club           | 1      |
|  | A2         | al Ahed               | 1          |  |  |        |                       |        |
|  | B1         | Nejmeh Club           | 3          |  |  |        |                       |        |
|  |            |                       |            |  |  |        |                       |        |

V Sieg nach Verlängerung

E Sieg im Elfmeterschießen

### Halbfinale
|                                                                                            |   |               |           |
| Sonntag, 19. August 2018 um 16:00 Uhr (15:00 Uhr MESZ) im Camille-Chamoun-Stadion (Beirut) |   |               |           |
| Nejmeh Club                                                                                | – | al Ahed       | 3:1 (1:1) |
| Sonntag, 19. August 2018 um 16:00 Uhr (15:00 Uhr MESZ) im Ahed Stadium (Beirut)            |   |               |           |
| al-Akhaa al-Ahli Aley                                                                      | – | Salam Zgharta | 3:1 (2:1) |

### Finale
|                                                                                            |   |                       |           |
| Samstag, 25. August 2018 um 17:00 Uhr (16:00 Uhr MESZ) im Camille-Chamoun-Stadion (Beirut) |   |                       |           |
| Nejmeh Club                                                                                | – | al-Akhaa al-Ahli Aley | 1:0 (1:0) |